# モンスターペイシェント
モンスターペイシェントとは、医療従事者や医療機関に対して自己中心的で理不尽な要求、暴力や暴言など非常識な言動を繰り返す患者（あるいはその親族や友人・知人等）を意味する和製英語。他の言い方としては難渋患者、モンスター患者、怪物患者などともいう。彼等による、医師や看護師など医療従事者への人格否定の言動・暴力・セクハラ等、その尊厳を傷つけるも行為は、「ペイシェント・ハラスメント」（ペイハラ）と呼ばれ、各地で深刻化している。

## 問題の事例
モンスターペイシェントの問題事例には、執拗な説明の要求、救急車の私用での利用、医療機関での居座りなどがある。
- 医師から兄への治療法の説明の場に同席し執拗な質問を繰り返し、医師に無料で長時間の時間外労働を強要する[6]。
- 緊急性のない蓄膿症で夜間に救急外来を受診し、緊急CT検査と同日の結果説明を強要する[7]。

深刻な問題事例には医療費の不払い、暴言・暴力などに及ぶものもある。その結果、病院やクリニックの日常業務に深刻な支障をきたし、医師や看護師、周囲の患者にも精神的な負担を与える恐れがある。

## 背景
医学・医療技術の進歩に伴い様々な病気の治療法が見つかり、治療されている。しかしながらまだ全ての病気を治癒させることができるわけではない。また結核のように、治療法が発見されている病気でも死に至ることがある。
しかし、医療知識が乏しい一般人は「病院に行けばすぐに治る」「薬を飲めば（つければ）すぐに治る」という希望ないし過度の期待を抱きがちである。
また医師法第19条には医療機関に患者の診療義務を課すいわゆる「応召義務」が規定されているが、その結果病院は度を越した行動をとる患者に対しての毅然とした対応をとりにくく、病院に診療拒否権がないことを盾にとる患者が増加していることもモンスターペイシェントの増加の背景になっているとの指摘がある。
医療機関が一般のサービス業の業態を模倣したことが、患者に誤った権利意識をもたらしたとする指摘もある。小説家・医師の久坂部羊は「病院がまちがったことをしたら許されないが、患者はまちがったことをしても許される、という風潮が蔓延しているのではないか。一部の不心得な自称社会的弱者がこれを悪用し、理不尽な要求を押し通そうとする」と論評している。

## 歴史

### 前史
1995年、世界医師会総会は患者の権利宣言を改定し、医師による患者の自己決定権と正義の擁護を規定した（日本医師会は棄権）。1997年4月、総合研究開発機構の「薬害等再発防止システムに関する研究会」は中間報告書にインフォームド・コンセント（説明と同意）などを含む「患者の権利法」の制定を盛り込み、同年には医療法が改正され「説明と同意」の努力義務が規定された。

### 始まり
産経新聞の報道によるとモンスターペイシェントは2000年頃より増え始めたとされ、これはマスコミで医療事故が大きく扱われ患者の権利が声高に叫ばれ、病院で患者が「患者様」と呼ばれるようになった時期と重なっているという。なお「患者様」呼びが一般化したのは2001年の厚生労働省医療サービス向上委員会による「国立病院・療養所における医療サービスの質の向上に関する指針」によるものとされている。
2007年には大学病院における医療関係者の暴力被害が430件以上に上り、クレームも2年前に比べて倍に増えたとされる。同年、『日経メディカル Cadetto』は最近怒ってる先生を多く見かけるとしてモンスターペイシェントに苛つかされた医者の話を募集する。

## 影響
モンスターペイシェントの対処に追われ医師・看護師などの医療従事者や対応した事務員などが精神的に疲れ果て、病院から去ってしまうなどして医療崩壊の一因となっている。

## 対策

### 弁護士等による対応
理不尽な要求に対しては弁護士が対応し患者に対して書面で回答することがある。

### 院内ポリス等の設置
医療機関によっては院内ポリスなどの職員を設置している例がある。
天下りの警察OBを職員に雇い患者への応対に当たらせる、暴力行為を想定した対応マニュアルを作成する、院内暴力や迷惑行為を早期に発見・通報するため監視カメラや非常警報ベルを病棟に設置するなどの対策をとる病院が増加している。
また、トラブルの内容によっては民事不介入を理由に刑事事件として立件できないケースもある。
海外の例では「コード・ホワイト」なる院内放送にて患者の暴言・暴力への緊急対応を呼びかけ体格のいい看護助手チームが興奮する相手と交渉し、必要に応じてけがをさせずに押さえつけるなどの方策をとっている病院もある。
国内においても、「コード・ホワイト」を導入した病院の例があり、放送により、関連スタッフが現場に駆けつけるシステム整備のほか、警察とのコミュニケーションを積極的にとり、防犯セミナーの開催や護身術の指導などを行っている。